# Menucoa cazaui
Menucoa cazaui, fosilna vrsta iz porodice cikasovki koja je u kenozoiku rasla na području današnje argentinske provincije Ro Negro. Srodan rod Bororoa iz provincije Chubut pripada u cikadolike, ali porodici Zamiaceae. Fosilni ostaci M. cazaui potječu iz gornje krede i donjeg paleogena.
Opisao ju je B. Petriella 1969.